# 6141 Durda
6141 Durda eller 1992 YC3 är en asteroid som korsar Mars omloppsbanor. Den upptäcktes 26 december 1992 av Spacewatch vid Kitt Peak-observatoriet. Den är uppkallad efter amerikanen Daniel D. Durda.
Den tillhör asteroidgruppen Hungaria.